# Giovanni Verga
Giovanni Carmine Verga (n. 2 septembrie 1840, Catania, Regatul celor Două Sicilii – d. 27 ianuarie 1922, Catania, Italia) a fost un scriitor realist (verist) italian, cunoscut mai ales pentru reprezentarea vieții din Sicilia sa natală și în special pentru povestirea (și apoi piesa de teatru) Cavalleria Rusticana și pentru romanul I Malavoglia (Familia Malavoglia).

## Viața și cariera
Primul fiu al lui Giovanni Battista Catalano Verga și al Caterinei Di Mauro, Verga s-a născut într-o familie prosperă din orașul sicilian Catania. El a început să scrie din adolescență, finalizând romanul istoric Amore e Patria (Dragoste și patrie); apoi, deși studia dreptul la Universitatea din Catania, a folosit banii pe care tatăl lui i-a dat pentru a publica I Carbonari della Montagna (Carbonarii de la munte) în 1861 și 1862. Aceasta a fost urmată de Sulle lagune (În lagună) în 1863.

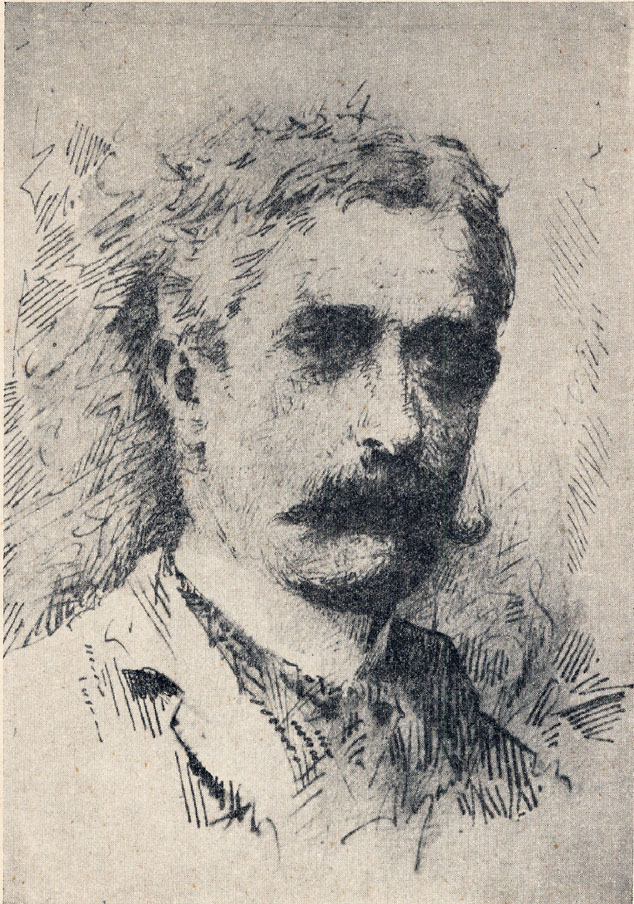
Portretul lui Verga, de Antonino Gandolfo.

Între timp, Verga a activat în Garda Națională din Catania (1860-1864), după care a călătorit la Florența de mai multe ori, stabilindu-se acolo în 1869.
S-a mutat la Milano în 1872, unde a dezvoltat o nouă abordare literară, caracterizată prin utilizarea dialogului în definirea personajelor, realizând cele mai importante lucrări. Volumul de povestiri Vita dei campi (Viața la țară, 1880) cuprindea printre altele „Fantasticheria” („Visarea cu ochii deschiși”), „La Lupa” („Lupoaica”), „Pentolaccia” („Jucăria”) și Rosso Malpelo, povestiri despre viața rurală a Siciliei. Ea a cuprins, de asemenea, „Cavalleria Rusticana” („Cavaleria rusticană”), pe care a adaptat-o pentru teatru și care a reprezentat mai târziu sursa de inspirație pentru mai multe librete de operă, inclusiv Cavalleria rusticana a lui Mascagni și Mala Pasqua! a lui Gastaldon. Povestirea „Malaria” a fost una dintre primele reprezentări literare ale malariei.
El a început să lucreze apoi la o serie proiectată de cinci romane, din care a finalizat doar două, Familia Malavoglia și Mastro-don Gesualdo (1889), cea de-a doua fiind ultima sa scriere importantă a carierei sale literare. Ambele romane sunt considerate capodopere.
În 1894 Verga s-a mutat înapoi la Catania, în casa în care a trăit pe când era copil. În 1920 a fost numit senator al Regatului (Senatore del Regno) pe viață (ad vitam). El a murit de tromboză cerebrală în 1922.
Teatrul Verga din Catania îi poartă numele. Casa lui din via Sant'Anna este acum muzeu, Casa-Museo Giovanni Verga.
El a fost un ateu.

## Scrieri

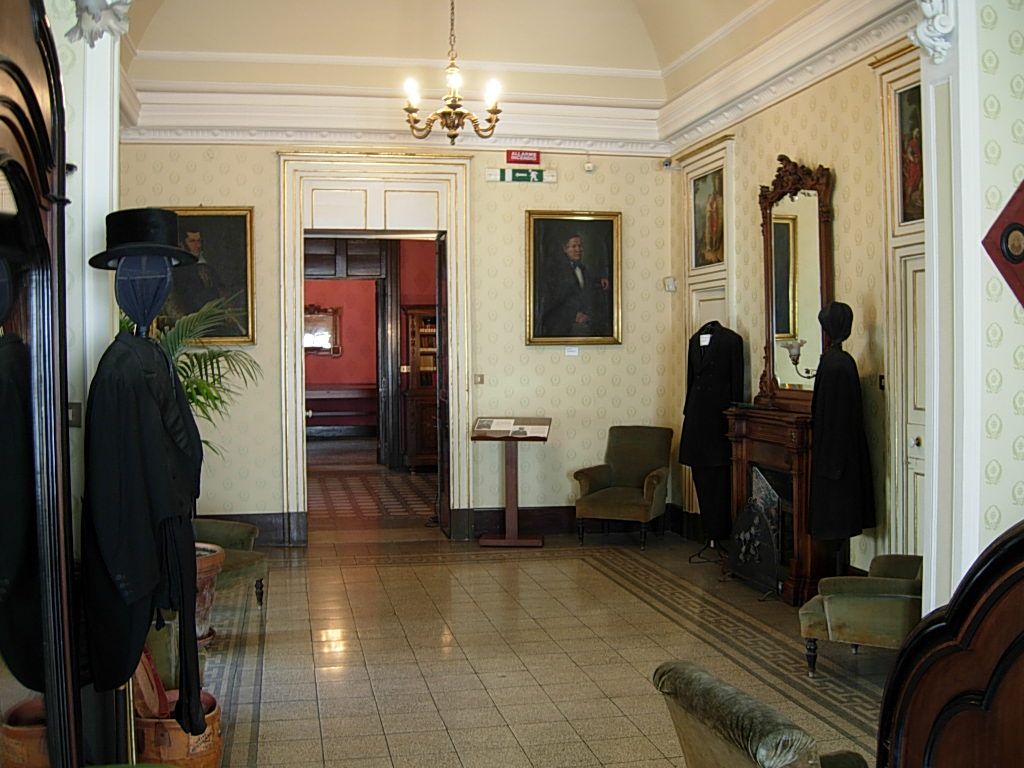
Casa-muzeu Giovanni Verga din Catania

### Romane
- Love and homeland (1856–1857)
- Carbonari of the mountain (1861–1862)
- On the lagoons (1862–1863)
- A sinner (1866)
- History of a Capinera (1871)
- Eva (1873)[12]
- Eros (1875)
- Fire de tigroaică (1875)
- Familia Malavoglia (I Malavoglia, Milano, Treves, 1881)
- Elena's husband (1882)
- Mastro-don Gesualdo (1889)
- From your to my (1905)

### Povestiri
- Nedda (1874)

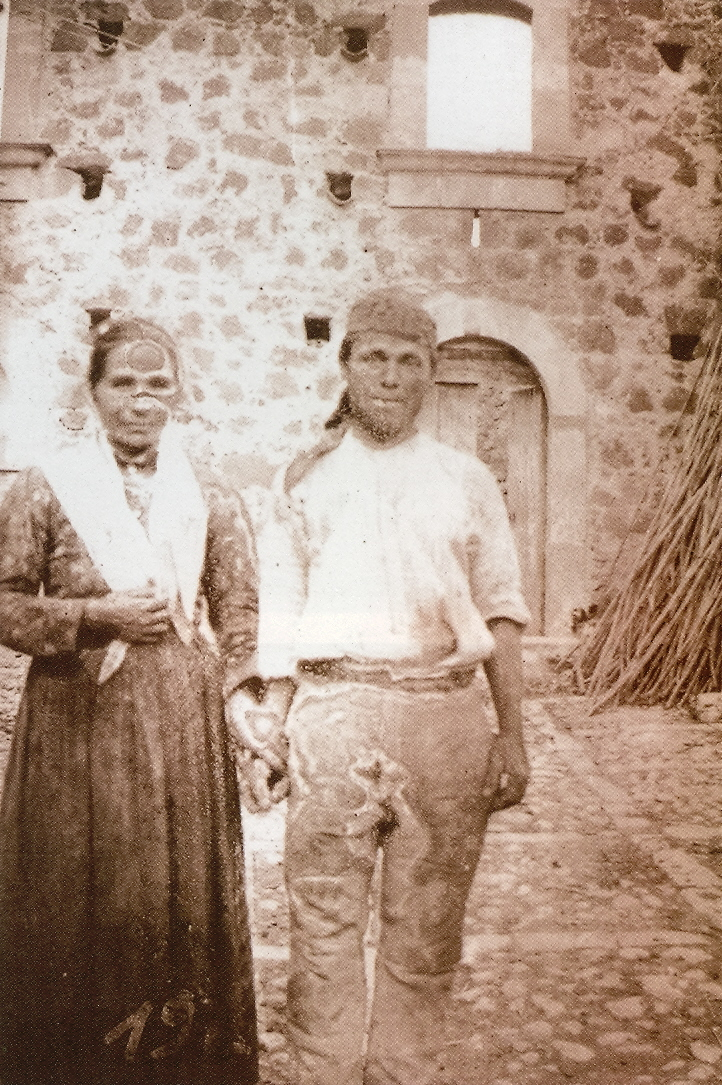
Fotografie realizată de Verga a unui cuplu sicilian care lucra pe proprietatea sa în 1897.

Primăvară și alte povestiri (1877) (Primavera e altri racconti)
- Spring (Primavera)
- The tail of the devil (La coda del diavolo)
- X (X)
- Certain subjects (Certi argomenti)
- The stories of the Trezza's castle (Le storie del castello di Trezza)
- Rosso Malpelo (1878)

Viața la țară (1880) (Vita dei campi), Milano, Treves, 1880. 
- Fantasticheria, Jeli il pastore, Rosso Malpelo, Cavalleria rusticana, La lupa, L'amante di Gramigna, Guerra di Santi, Pentolaccia

Nuvele din Sicilia (1883) (Novelle rusticane), traduse în engleză de D. H. Lawrence (1925)
- His Reverence (Il reverendo)
- So Much for the King (Cos'è il re)
- Don Licciu Papa (Don Licciu papa)
- The Mystery Play (Il mistero)
- Malaria (Malaria)
- The Orphans (Gli orfani)
- Property (La roba)
- Story of St. Joseph's Ass (Storia dell'asino di S. Giuseppe)
- Black Bread (Pane nero)
- The Gentry (I galantuomini)
- Liberty (Libertà)
- Across the Sea (Di là del mare)[13]